# Lincent
Lincent (neerlandês: Lijsem): é um município da Bélgica localizado no distrito de Waremme, província de Liège, região da Valônia.

## Património Natural
O ambiente é típico do Norte Hesbaye. Vastos campos ondulam suavemente e são agitados quando nos aproximamos do Brabante Valão. As estradas submersas contêm uma fauna e flora caminho escassez, e paisagens que permitem-se a descobrir o topo de montes chamados de meditação. Mais ao norte e ao oeste, ao largo da aldeia, os primeiros vales Brabant oferecer uma nova perspectiva para caminhadas: ORP, Hélécine, Pietrain. Para o sul e para o leste, é o grande planalto Hesbaye e os pomares flamengos. As aldeias de Racour Pellaines e têm o mesmo projeto arquitetônico, estruturas ou seja, para a maioria datados dos séculos XIX e XX, com aqui e ali algumas testemunhas de ocupação anterior, como a Igreja de Racour (século XIV). Mas as outras duas aldeias da entidade não são cicatrizes ou por estrada ou por TGV ou a estrada nacional; o que lhes dá um charme significativa país.